# É Fácil Jogar Xadrez
É Fácil Jogar Xadrez - rudimentos e noções sobre aberturas é o título de um livro introdutório sobre enxadrismo escrito por Cássio de Luna Freire e publicado no Brasil em 1980.